# Syconycteris australis
Syconycteris australis is een vleermuis uit het geslacht Syconycteris die voorkomt van Ceram in de Molukken tot Nieuw-Guinea, de Bismarck-archipel en Noordoost-Australië. Het is de meest algemene en wijdverspreide soort van het geslacht.
In de omgeving van Nieuw-Guinea is deze soort gevonden op de eilanden Ambon, Bagabag, Batanta, Biak-Supiori, Boano, Ceram, Crown, Fergusson, Gebe, Goodenough, Haruku, Japen, de Kai-eilanden, Kairiru, Kiriwina, Long, Manus, Misima, Nieuw-Brittannië, Nieuw-Ierland, Normanby, Rossel, Sakar, Salawati, Sideia, Sudest, Tolokiwa, Vokeo, Wokam (Aru-eilanden) en Woodlark. De soort is zeer algemeen op sommige eilanden, maar in andere gebieden, zoals New Ireland, is hij zeldzaam. Op Nieuw-Guinea is hij over het hele eiland bekend tot op 3000 m hoogte. Het is de meest algemeen voorkomende vleermuis van het eiland; hij komt in vrijwel alle habitats voor. In Australië komt hij langs de oostkust voor van de uiterste punt van het Kaap York-schiereiland in het noorden tot Kempsey (New South Wales) in het zuiden. Hij roest daar in regenwoud, maar foerageert in allerlei habitats.
S. australis is een variabele soort. In oudere classificaties werden er drie soorten erkend binnen S. australis, die verschilden in de af- of aanwezigheid van bepaalde tanden, maar die kenmerken blijken variabel te zijn binnen populaties. Ook de grootte varieert. De grootste dieren komen voor op Ceram (ondersoort major) en de kleinste ten zuidoosten van Nieuw-Guinea (ondersoort crassa). Op het eiland Gebe, dat vlak bij de verspreiding van de nog grotere S. carolinae ligt, leven vrij kleine dieren. Er worden nu zeven ondersoorten erkend, maar er zijn nog verschillende onduidelijkheden: exemplaren van S. australis uit de bergen van Nieuw-Guinea vertegenwoordigen mogelijk een aparte vorm, op Biak-Supiori komt een onbeschreven ondersoort voor, de populaties op Haruku en Boano zijn mogelijk een aparte ondersoort, niet een deel van S. a. major, en de ondersoort major uit Ceram is mogelijk een aparte soort.
Tegenwoordig worden de volgende ondersoorten erkend:
- S. a. australis (Peters, 1867) (Australië)
- S. a. crassa Thomas, 1895 (eilanden ten zuidoosten van Nieuw-Guinea)
- S. a. finschi Matschie, 1899 (Bismarck-archipel)
- S. a. keyensis K. Andersen, 1911 (Kai-eilanden)
- S. a. major K. Andersen, 1911 (Ceram en Ambon)
- S. a. naias K. Andersen, 1911 (Woodlark)
- S. a. papuana Matschie, 1899 (Nieuw-Guinea)

S. australis roest in bomen in het regenwoud, alleen of in kleine groepen. Hij eet nectar, stuifmeel en soms zacht fruit. Er worden het hele jaar door jongen geboren, meestal een tegelijk, maar soms ook twee.
Het is een kleine, bruine vleerhond. Hij lijkt sterk op de kleine langtongvleerhond (Macroglossus minimus), maar de staart ontbreekt totaal, net als de restjes van het uropatagium, de vlieghuid tussen de achterpoten, die bij de kleine langtongvleerhond nog voorkomen. De twee andere soorten van het geslacht, S. carolinae en S. hobbit, lijken op S. australis maar verschillen in details.
In onderstaande tabel zijn maten van S. australis uit verschillende gebieden opgenomen. Als het aantal exemplaren dat voor een bepaalde maat werd gebruikt afwijkt van het totale aantal gebruikte exemplaren, is dat aangegeven.
| Populatie        | Aantal exemplaren | Kop-romplengte | Voorarmlengte | Achtervoetlengte | Tibialengte     | Oorlengte        | Gewicht     |
| ---------------- | ----------------- | -------------- | ------------- | ---------------- | --------------- | ---------------- | ----------- |
| Woodlark         | 10                | 59,7-64,6      | 39,6-43,5     | -                | 15,9-16,9 (n=9) | 11,8-14,5        | 15-21 (n=9) |
| Sandaun Province | 51                | 55,6-70 (n=38) | 38,6-44,6     | 9,6-13 (n=12)    | 12,2-18 (n=38)  | 11,5-14,6 (n=50) | 13-23       |
| Ambon            | 2                 | -              | 46,0-47,5     | -                | -               | -                | -           |
| Australië        | -                 | 57-71          | 38-43         | -                | -               | 13-17            | 13-17       |

Syconycteris australis · Syconycteris carolinae · Syconycteris hobbit